# Адмиральская улица (Николаев)
Адмира́льская у́лица (укр. Адміральська вулиця) — улица в исторической части города Николаева.

## Местоположение
Адмиральская улица — продольная улица в Городовой части старого Николаева. В настоящее время с запада она ограничена Артиллерийской улицей, а с востока — Набережной улицей.

## История
Адмиральская улица была главной улицей Николаева в первое столетие его существования.
В 1820-е годы началось замощение и озеленение улицы. В 1823 году было установлено 22 керосиновых фонаря от дома главного командира Черноморского флота до Штурманского училища. В то время на Адмиральской улице также находились депо карт, черноморский департамент, гидрографическое депо, аквариум, лютеранская церковь, греческие ряды.
Название Адмиральская предложил полицмейстер Павел Фёдоров в 1822 году, но его не утвердил военный губернатор Николаева Алексей Грейг. В 1835 году полицмейстер Григорий Автономов повторно предложил это же название, и его утвердил военный губернатор Михаил Лазарев. Название дано по дому главного командира Черноморского флота, от которого начиналась улица. Поскольку флотом командовал адмирал, то его дом в просторечии называли «адмиральским домом».
В 1920-е годы была названа улицей Карла Маркса, однако в 1950-х годах ей было возвращено историческое название.

## Памятники и здания
- По адресу Адмиральская, 4 расположено одно из первых зданий на улице, построенное в 1790—1793 годах по проекту и под наблюдением русского архитектора Петра Неёлова, в строгом стиле русского классицизма. Одноэтажный дом с бельведером строился для Николая Мордвинова, назначенного в 1793 году в Николаев главным командиром Черноморского флота. Во дворе был разбит сад, построены оранжерея и флигель, предназначенный для штаба и канцелярии Черноморского флота[1].

С 1796 по 1856 год в здании размещался штаб главного командира Черноморского флота.
В 1834 году здание перестраивал английский архитектор Карл Акройд по просьбе адмирала Алексея Грейга. Архитектор полностью перепланировал комнаты в доме. Обустроил вход в дом в другом месте. Теперь в него можно было попасть со двора. Так вышло более гармонично. Выполнил архитектор и заказ губернатора, любившего астрономию. Акройд надстроил башенку, где Грейг производил свои астрономические наблюдения.
В 1970-х годах по решению Николаевского городского комитета Компартии Украины и горисполкома это здание было отреставрировано, и в нём сейчас находится Музей судостроения и флота. Вдоль чугунной ограды музея, по обе стороны от входа, установлены бюсты флотоводцев Михаила Лазарева, Фёдора Ушакова, Фаддея Беллинсгаузена, Григория Бутакова, Павла Нахимова и Владимира Корнилова, внёсших свой вклад в строительство Николаева и развитие Черноморского флота.
- В доме № 11 с 1803 года находилось Черноморское гидрографическое депо, которое сыграло важную роль в становлении культуры и техники в Николаеве.

При Черноморском депо карт находились первая в городе библиотека и типография.
В 1833 году гидрографическое депо карт перебазировалось в дом № 12 (ныне № 16) по Адмиральской. В доме № 11 было открыто музыкальное училище — отделение Русского музыкального общества. В настоящее время в этом здании размещается музыкальная школа № 1 имени Н. А. Римского-Корсакова. В школе организован музей.
- В декабре 1977 года у здания музыкальной школы был установлен бюст Римского-Корсакова, выполненный по проекту скульптора Олега Здиховского[1].

- В августе 1855 года во время Крымской войны, из Севастополя в Николаев была перевезена Севастопольская морская библиотека. Первые шесть лет она располагалась в тесном помещении архива, а в 1861 году была переведена в дом № 12 (ныне № 16) по Адмиральской[1].

В этом же здании с 1865 года располагались редакции первых в городе газеты «Николаевский вестник» и журнала «Морское обозрение».
Здесь же в 1918 году находился штаб по записи добровольцев в морской отряд Рабоче-крестьянской Красной армии, а в 1920 году — штаб главнокомандующего морскими силами Юго-Западного фронта Николая Измайлова.
- На углу Фалеевской и Адмиральской расположено здание Евангелическо-лютеранской кирхи Христа Спасителя, построенное в 1848—1852 годах по проекту архитектора Карла Акройда в псевдоготическом стиле. С 1931 года в здании работали спортивные клубы, в 1992 году здание возвращено лютеранской общине.

- На углу улиц Адмиральской и Лягина расположено здание Николаевского академического художественного русского драматического театра. Здание театра построено в 1881 году по проекту инженера Теофила Брусницкого на месте гостиницы «Золотой Якорь»[1].

- На углу Соборной и Адмиральской в 1810 году был построен двухэтажный дом городской управы с колоннами и пожарной каланчой. На втором этаже дома проходили заседания городской думы. В здании размещались различные учреждения, в том числе пожарная команда. В 1910 году здание сгорело, через год на его месте было построено новое, по проекту Евгения Штукенберга. В нём в дореволюционное время размещалась городская дума и полиция. После установления советской власти в Николаеве в здании находились горком партии, горисполком, окружной комитет комсомола. Здание было полностью разрушено во время оккупации города в 1941—1944 годах.

- Между улицами Лягина и Советской, под № 27 — здание главного почтамта, построенное в 1970 году[1]. Авторы проекта ансамбля — архитектор С. К. Якимович, инженеры Н. В. Костюкова и Н. А. Пластикова.

- Далее под № 31 — Дом политпросвещения, построенный в 1974 году (авторы — архитектор Н. А. Никифоров, инженер С. Н. Вакулевич)[1].

- Через дорогу — Дом Советов, где размещается исполком областного совета[1]. Его строительство закончилось в 1981 году. На месте Дома Советов ранее был расположен Николаевский зоопарк.

- На Адмиральской, 24 находится Николаевская гимназия № 2 (бывшая вторая женская гимназия)[1], на её территории с 1794 года находился морской кадетский корпус.

- Напротив — здание, где много лет располагалось медицинское училище, носящее имя врача-эпидемиолога Даниила Самойловича. На фасаде здания установлена мемориальная доска с надписью «Крупный учёный-медик Даниил Самойлович Самойлович (1744—1805 г. г.) занимался подготовкой фельдшеров в Николаеве»[1].

- В доме № 41 (бывший № 25) в 1885—1886 годах жил судовой врач, русский поэт второй половины XIX века, автор стихотворения «Дубинушка» Василий Богданов[1].

- Замыкает улицу здание управления Николаевского судостроительного завода (бывшее Адмиралтейство, с 1911 года — Завод Российского судостроительного общества «Руссуд», с 1930 по 2017 год — завод имени 61 коммунара). Главные ворота и каменная стена вокруг предприятия построены в 1842 году архитектором Карлом Акройдом по указанию главного командира Черноморского флота и портов, военного губернатора Николаева и Севастополя Михаила Лазарева. После завершения реконструкции ворот в 1978 году они приобрели первозданный вид. На них восстановлены барельефы мифических крылатых коней с рыбьими хвостами[1].

- На Адмиральской рядом с бывшей Александровской мужской гимназией (ныне - Строительный колледж) находятся здания бывших флотских казарм — комплекс трёх трёхэтажных зданий в стиле русского классицизма XVIII века, построенных в 1838—1842 годах по проекту Карла Акройда. Теперь в Старофлотских казармах находится Николаевский областной краеведческий музей

- У Дворца творчества учащихся (№ 31) на месте бывшего дворца Аркасов установлен памятный знак Николаю Аркасу. Автор — скульптор Олег Здиховский.